# Alverca do Ribatejo
Alverca do Ribatejo era una freguesia portuguesa del municipio de Vila Franca de Xira, distrito de Lisboa.

## Historia
Fue suprimida el 28 de enero de 2013, en aplicación de una resolución de la Asamblea de la República portuguesa promulgada el 16 de enero de 2013 al unirse con la freguesía de Sobralinho, formando la nueva freguesía de Alverca do Ribatejo e Sobralinho.